# Paramyrmecoclytus similis
Paramyrmecoclytus similis är en skalbaggsart som beskrevs av Stefan von Breuning 1970. Paramyrmecoclytus similis ingår i släktet Paramyrmecoclytus och familjen långhorningar. Inga underarter finns listade i Catalogue of Life.